# Pierre Le Trividic
Pour les articles homonymes, voir Trividic.
Pierre Le Trividic (12 avril 1898 à Rouen - 23 janvier 1960 à Rouen) est un peintre français et illustrateur de livres de l'École de Rouen.

## Biographie
Pierre Lucien Le Trividic est né à Rouen le 12 avril 1898 ; il est le fils d'Émile Édouard Le Trividic, typographe, et de Zélie Désirée Lantru.
Il effectue d'abord ses études primaires à l'école Thomas-Corneille avant d'intégrer le lycée Corneille. Puis il poursuit ses études à l'École des beaux-arts de Rouen. 
Pendant la Première Guerre mondiale, il est affecté au 1er régiment d'artillerie à pied en 1917 puis au 133e régiment d'artillerie lourde en 1918.
En 1915, il est lauréat du prix Pellecat de l'Académie des sciences, belles-lettres et arts de Rouen. Il demeure 29 rue Thiers à Rouen.
Il a pratiqué la peinture à l'huile, l'aquarelle, le fusain, le fusain rehaussé à l'aquarelle. Il est surtout connu pour ses vues de Rouen et de sa région et ses illustrations de livres, mais il a fait aussi des portraits, souvent inspirés par des spectacles, et il aimait suivre les procès d'assises et en tirer des croquis.
Il est dit parfois qu'il est mort à l'hôpital de Dieppe, mais son décès à Rouen figure en mention marginale sur son acte de naissance.

## Expositions
- 1923 : Exposition des Tout Petits, Galerie moderne, Rouen[6].
- 1923 : XIVe exposition des artistes rouennais, Rouen[7].
- 1924 : Exposition de l'Association des anciens élèves des écoles régionales des beaux-arts et d'architecture de Rouen[8].
- 1925 : Galerie moderne, Rouen[9].
- 1926 : Galerie moderne, Rouen[10].
- 1927 : XIe Exposition de la Société des artistes normands, Rouen[11].
- avril 1929 : Maurice Louvrier, Pierre Le Trividic, Léonard Bordes, Galerie de l'Atelier, Rouen[12],[13].
- 1934, 1936 : Exposition du groupe « Les XVI » (quatre sculpteurs, deux architectes, dix peintres dont Jean Aujame, Léonard Bordes, Henry E. Burel, Pierre Hodé, Pierre Le Trividic, Marcel Niquet…), Galerie Legrip et Hôtel d'Angleterre, Rouen[14].

## Livres illustrés par Pierre Le Trividic
- Edward Montier, Les Fontaines de Rouen, Rouen, Henri Defontaine, 1921
- Charles Rabot (photogr. Bernard Lefebvre), Croisière arctique[15], Rouen, Lecerf, 1932, 16 p. (OCLC 492954139)
- Marion Gilbert, Le Berger et la Mer, Rouen, Henri Defontaine, 1934
- Les Meilleures Chroniques d'Alphonse Allais, Rouen, Henri Defontaine
- George-Edward Nil, Roue Libre, poèmes, Rouen, 1936
- Florian Le Roy, Les Châteaux de Bretagne, Rouen, Henri Defontaine, 1936
- Jean de La Varende, Contes sauvages, Rouen, Henri Defontaine, 1938
- Paul Leroy, l'Aître Saint-Maclou et la danse macabre, Rouen, A. Desvage, 1940
- Roger Parment (préf. Maximilien Vox, photogr. Raymond Jacques), Charles de Gaulle et la Normandie, Rouen, Henri Defontaine, 1945, 194 p.
- Jean de La Varende, Contes amers, Rouen, Henri Defontaine, 1947
- Jean de La Varende, Contes fervents, Rouen, Henri Defontaine, 1948
- Jean Chuintain, Le Sorcier Vert, Rouen, Henri Defontaine, 1951
- Guy de Maupassant, Contes des beaux jours, 1946
- Guy de Maupassant, Contes des jours coquins
- Florian Le Roy, Les côtes de Bretagne, Rouen, Henri Defontaine
- Jean de La Varende, Les côtes de Normandie, Rouen, Henri Defontaine, 1948
- André Renaudin, Océanic-Bar, Amateurs rouennais d'art - Éditeurs, 1984

## Hommages
- Son nom a été donné à une rue du « quartier des peintres » à Canteleu, à l'école primaire de Moulineaux, à une rue du Mesnil-Esnard ainsi qu'à une rue en 2013 au Val d'Arquet à Neuville-lès-Dieppe (Seine-Maritime).